# Брянский район (Белостокская область)
Брянский район (бел. Бранскі раён) — район, существовавший в Белостокской области Белорусской ССР в 1940—1944 годах. Центр — посёлок городского типа Брянск.

## История
Брянский район был образован 15 января 1940 года на части территории упразднённых Бельского и Высокомазовецкого уезда Белостокской области Указом Президиума Верховного Совета СССР.
К 1 января 1941 года район включал посёлок городского типа Брянск и 13 сельсоветов.
В 1941—1944 годах территория района была оккупирована немецкими войсками.
20 сентября 1944 года Брянский район, как и большая часть территории всей Белостокской области, был передан из СССР в состав Польши.